# 范淑泰
范淑泰（1604年—1642年），字通也，又字大來，號木漸，山東兖州府滋陽縣人，明朝政治人物。

## 生平
崇禎元年（1628年）戊辰科進士，授行人司行人，崇禎五年（1632年）擢升工科給事中，歷升兵科右给事中、工科左给事中、兵科都给事中，一直敢言勇於上疏。崇禎十五年遷至吏科主持浙江鄉試，事後返回家鄉兗州。同年十二月清兵攻打兗州，范淑泰竭力守城，城破被俘，与其弟淑晋同时就义。其时为崇祯十五年（1642年）十二月初八日，年39岁。。後人興建范氏牌坊以作紀念。

## 家族
太祖范羽，曾任百戶；烈祖范禮，曾任百戶；天祖范英；高祖范伸，曾任翰林院檢討；曾祖父范東奇，魯莊王朱陽鑄女兒之夫婿；祖父范汝思；父范廷弼（1573年-1638年），號夢南，万历己酉举人，历任河南宝丰、鲁山知县，户部郎中，汉阳知府，廣西按察使司副使，后加尚书衔赴交趾催贡。归来后调江西岭北道，寻以病卒，赠太仆寺少卿；叔父范廷輔，天啓辛酉科舉人，曾任太原府同知。
范淑泰二弟范淑恆、范淑晉；堂兄弟范淑謙。